# إيرجان كيسال
إركان كيسال (المولود عام 1959، نوشهر، تركيا) طبيب وممثل ومخرج وكاتب تركي.

## حياته
تخرج من كلية الطب بجامعة إيجة عام 1984. عمل طبيبا في عيادة صحية في مستشفى كسكين الحكومي. ثم عمل في القطاع الخاص.
كانت تجربته الأولى في التمثيل مع نوري بيلجي جيلان في فيلم بعيد. وأيضا كتب سيناريو فيلم «حدث ذات مرة في الأناضول» مع إبرو ونوري بيلجي جيلان. في عام 2011، تم ترشيحه لجائزة أفضل سيناريو في جوائز آسيا والمحيط الهادئ.
كتبه التي نشرت من قبل إلتشيم ياينلاري 
- Peri Gazozu" 2013"
- Nasipse Adayız" 2015"
- 2016 "Cin Aynası"
- Bozkırda Bir Gece Yarası" 2017
- Aslında..." 2017"

كتبه التي نشرت من قبل إتهاكي ياينلاري

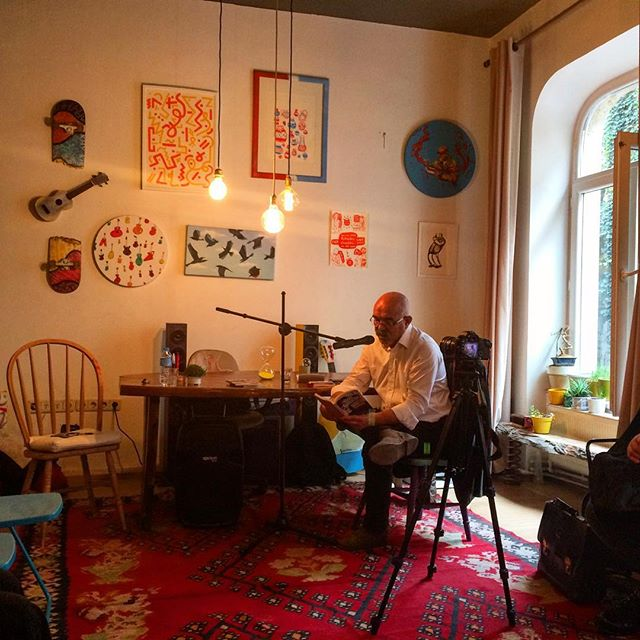
إركان كيسال، أثناء قراءة جنية الصودا.

- Evvel Zaman" 2014.

## أعماله
- ثلاثة قروش: إخراج سنان اوزتورك - 2021 بدور خالد
- اتصل بمدير أعمالي: علي بيلجين - 2020 بشخصيته الحقيقية
- Nasipse adayız: إخراج د.كمال - 2020
- Görülmüştür: إخراج سرحات كارا أصلان - 2019
- الحفرة: إخراج سنان أوزتورك وأوزغور سيفيملي منذ 2017-2019 بدور (إدريس كوشوفالي)
- الجحيم الباردة: إخراج ستيفان روزوفيتسكي - 2017
- في الداخل: إخراج اولوش بيراقدار - 2016
- أنا لست هو: إخراج طيفون بيرسليم أوغلو - 2014
- حكومة امرأة 2: إخراج سرميان مديات - 2013
- وأنا اشتقت أيضًا: إخراج أونور أونلو - 2013
- أنت تنير الليلة: إخراج أونور أونلو - 2013
- ليالي يوزغات: إخراج محمود فاضل جوشكون - 2013
- حكومة امرأة: إخراج سرميان مديات - 2012
- القالب: إخراج علي أيدين - 2012
- حدث ذات مرة في الأناضول: إخراج نوري بيلجي جيلان - 2011
- رحلة البارتوسون إخراج جنكيز تيموجين آصِل تورك - 2010
- فافيان يغمر تايلان ودورول تايلان - 2009
- ثلاثة قرود: إخراج نوري بيلجي جيلان - 2008
- بعيد: إخراج نوري بيلجي جيلان - 2002

## الجوائز
- 20. مهرجان جولدن بول السينمائي، 2013، أفضل ممثل (ليالي يوزغات)
- مهرجان سلوفاكيا للفنون السينمائية، 2013، أفضل ممثل (القالب)
- 32. مهرجان إسطنبول السينمائي الدولي، 2013، أفضل ممثل (ليالي يوزغات)
- 44. جوائز رابطة كتاب السينما، 2011، أفضل أداء ممثل مساعد (حدث ذات مرة في الأناضول)
- 44. جوائز رابطة كتاب السينما، 2011، أفضل سيناريو محمود تالي أونغوران، (ذات مرة في الأناضول)
- 1. جوائز يشيلتشام السينمائي، 2011، أفضل سيناريو (ذات مرة في الأناضول)
- 14. جوائز صدري أليشيك، 2009، أفضل ممثل مساعد (ثلاثة قرود)
- جوائز يشيلتشام 2009، أفضل سيناريو (ثلاثة قرود)

## أعماله
- Peri Gazoz ، إسطنبول: İletişim Yayınları 2013 (ISBN 9789750512018)
- Evvel Zaman ، إسطنبول: İthaki Yayınları 2014 (ISBN 9786053753780)
- Nasipse Adayız ، إسطنبول: İletişim Yayınları 2015 (ISBN 9789750518447)
- Cin Aynası ، إسطنبول: İletişim Yayınları 2016 (ISBN 9789750520358)
- Bozkırda Bir Gece Yarısı ، إسطنبول: İletişim Yayınları 2017 - الرسام: بهنان شابير (ISBN 9789750521638)
- "Aslında..." ، إسطنبول: İletişim Yayınları 2017 (ISBN 9789750522796)
- Kendi Işığında Yanan Adam- الذي تعرفت عليه متين إركسان ، إسطنبول: İletişim Yayınları 2018 (ISBN 9789750525285)

## الروابط الخارجية
- إيرجان كيسال على موقع IMDb (الإنجليزية)
- إيرجان كيسال على موقع روتن توميتوز (الإنجليزية)
- إيرجان كيسال على موقع ألو سيني (الفرنسية)
- إيرجان كيسال على موقع أول موفي (الإنجليزية)
- إيرجان كيسال على موقع قاعدة بيانات الأفلام السويدية (السويدية)
- إيرجان كيسال على موقع قاعدة بيانات الفيلم (الإنجليزية)
- إيرجان كيسال على موقع كينوبويسك (الروسية)
- الموقع الرسمي الشخصي